# Пјан дела Кјеза (Ђенова)
Пјан дела Кјеза је насеље у Италији у округу Ђенова, региону Лигурија.
Према процени из 2011. у насељу је живело 4 становника. Насеље се налази на надморској висини од 866 м.